# Fryderyk Melfort
Fryderyk Melfort (ur. 1763 w Warszawie, zm. 10 lipca 1797) – major gwardii koronnej, uczestnik walk o niepodległość. Był jednym z przywódców insurekcji kościuszkowskiej w Warszawie. Po upadku insurekcji i III rozbiorze dołączył do oddziałów przygotowywanych przez Franciszka Ksawerego Dąbrowskiego na Wołoszczyźnie. W 1797 r. uczestnik nieudanej wyprawy Joachima Deniski na Bukowinę. W czasie tej wyprawy, po bitwie pod Dobronowcami, w której był ciężko ranny, został pojmany przez wojska austriackie, a następnie powieszony. Uważany za pierwszą ofiarę polskiej walki niepodległościowej po rozbiorach.